# Шиляно
Шиля̀но (на италиански: Scigliano) е село и община в Южна Италия, провинция Козенца, регион Калабрия. Разположено е на 659 m надморска височина. Населението на общината е 1267 души (към 2012 г.).